# Synapseudes shiinoi
Synapseudes shiinoi is een naaldkreeftjessoort uit de familie van de Metapseudidae. De wetenschappelijke naam van de soort is voor het eerst geldig gepubliceerd in 1973 door Riggio.